# لوي بوانسو
لوي بوانسو (3 يناير 1777 - 5 ديسمبر 1859) عالم رياضيات وفيزيائي فرنسي. اخترع الميكانيكا الهندسية، حيث أظهر كيف يمكن حل نظام القوى الذي يعمل على جسم صلب في قوة واحدة ومزدوجة.
من كتبه تطبيق الجبر على نظرية الأعداد.

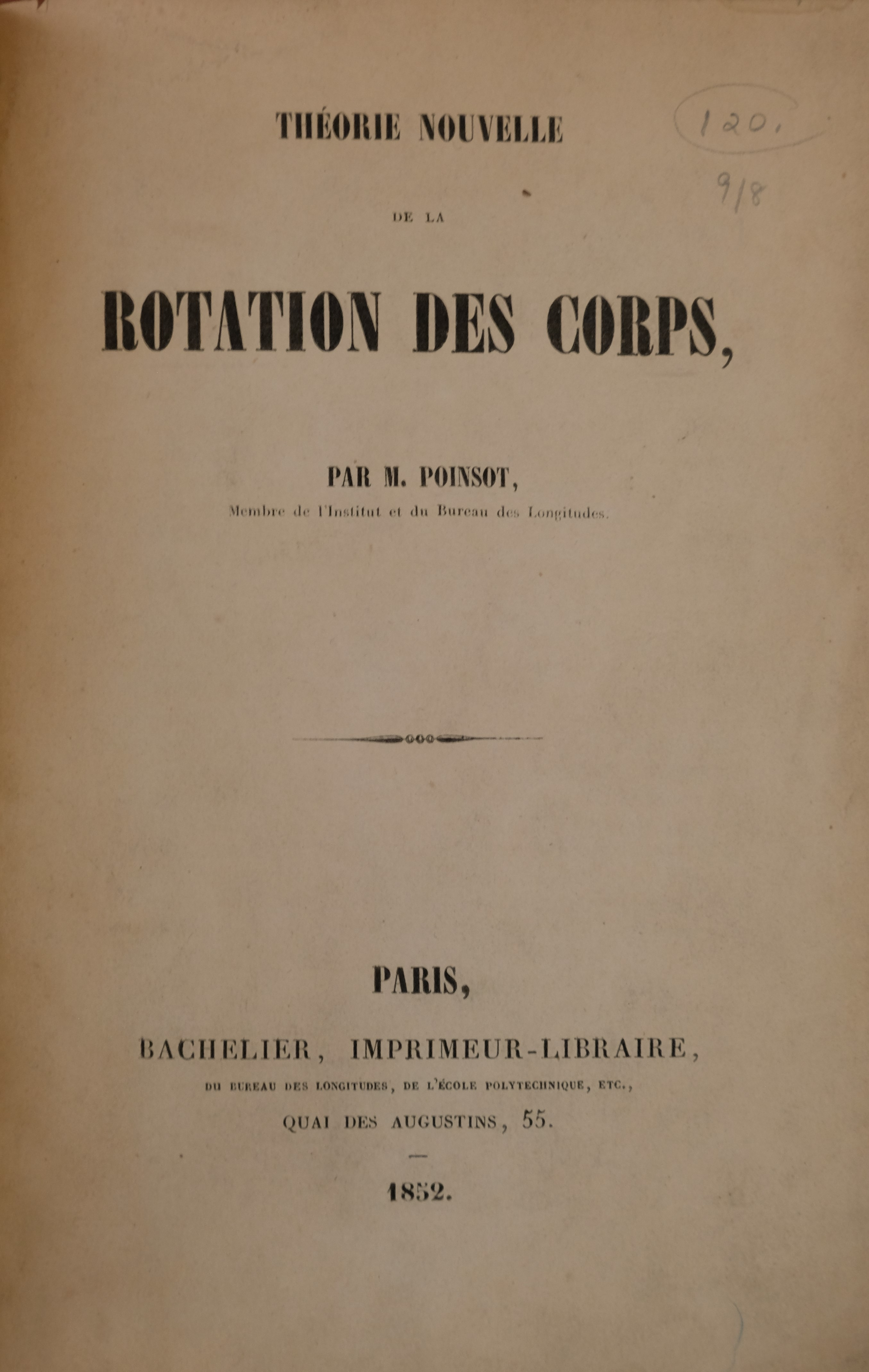
نظرية جديدة حول دوران الأجسام (1852)